# Ginasservis
Ginasservis is een gemeente in het Franse departement Var (regio Provence-Alpes-Côte d'Azur) en telt 984 inwoners (1999). De plaats maakt deel uit van het arrondissement Brignoles.

## Geografie
De oppervlakte van Ginasservis bedraagt 38,0 km², de bevolkingsdichtheid is 25,9 inwoners per km².
De onderstaande kaart toont de ligging van Ginasservis met de belangrijkste infrastructuur en aangrenzende gemeenten.

## Demografie
Onderstaande figuur toont het verloop van het inwonertal (bron: INSEE-tellingen).